# Carlo Compans de Brichanteau
Marquis Carlo Compans de Brichanteau de Challant, Conte di Ala (* 30. April 1845 in Chambéry, Savoyen; † 2. November 1925 in Turin) war italienischer Politiker und Sportpolitiker, Gründungspräsident des CONI von 1914 bis 1920.

## Leben
Er erhielt eine militärische Ausbildung, wurde Leutnant der Kavallerie, kandidierte jedoch bereits 1876 erfolgreich als Mitglied des Abgeordnetenhauses (Camera dei deputati) des Königreichs Italien (für die Marquese)  und blieb Mitglied bis 1919 (von der XIII. bis zur XXIV. Legislaturperiode) als Mitglied für den Wahlkreis Turin. Er war hierbei Staatssekretär für Post und Telegraphie (1889–1891) und für Landwirtschaft (1896–1897). Von 1889 an war er der Präsident der vereinigten Versicherungen Italiens (Assicuratrice Italiana). und Präsident des Zentralkomitees zur Vorbereitung des Mont Blanc Tunnels, der jedoch zu seinen Lebzeiten nicht mehr fertiggestellt wurde.  1908 und 1912 war er Präsident des italienischen Komitees zur Beteiligung an den Olympischen Spielen und jeweils auch Delegationsleiter der italienischen Olympiamannschaft. In dieser Eigenschaft bewarb er sich für Italien um die Ausrichtung der Olympischen Spiele. 1910 wurde er der Präsident der Stadiongesellschaft von Turin, die die Finanzierung und den Unterhalt des größten Stadions Italiens sicherstellte. Das Stadion (für 40.000 Zuschauer) war das Schmuckstück der Weltausstellung Turin 1911. Er wurde daraufhin Gründungspräsident des italienischen Olympischen Komitees (CONI), 1914–1920. In Zeiten der neuen Demokratie trennte sich das CONI dann jedoch von ihm, da er ein Symbol des alten Königreichs war.